# Partido Comunista Chileno (Acción Proletaria)
El Partido Comunista Chileno (Acción Proletaria), cuyo acrónimo es PC (AP), es un movimiento político de orientación ideológica marxista-leninista, antirrevisionista y comunista fundado oficialmente en 1979. No se encuentra constituido legalmente como partido político ante el Servel, sin embargo, fueron parte del partido Unión Patriótica (UPA) junto con otros movimientos de izquierda popular.

## Historia

### Orígenes

#### Disidencia en el Partido Comunista de Chile
La aspiración de ciertos sectores de fundar un nuevo partido comunista en Chile nace desde la muerte de Luis Emilio Recabarren. A raíz del XX Congreso del PCUS, liderado por Nikita Jruschov, anunciando la llegada del periodo de desestalinización y la gestación de posiciones en pro de la vía pacífica electoral hacia el socialismo. El Partido Comunista de Chile, bajo la dirección de Luis Corvalán, acata el bastón de mando de Moscú, encarnado en la línea de la coexistencia pacífica y la vía parlamentaria.

#### Vanguardia Revolucionaria Marxista (VRM)
Durante el periodo de clandestinidad del PCCh se gestarían organizaciones como el "Movimiento 2 de abril" y después el "Movimiento de Resistencia Antiimperialista", liderado por Luis Reinoso. Este último, junto a la Vanguardia Nacional del Pueblo, fundada en 1958, y la Vanguardia Nacional Marxista, fundada en 1960, forman la Vanguardia Revolucionaria Marxista (VRM), de alineación maoísta, en 1962. Al año siguiente se unirían la Federación Juvenil Socialista de Concepción y Santiago, sectores de las Juventudes Comunistas de Chile y el Partido Revolucionario Trotskista. En 1964 se úne el Movimiento Revolucionario Comunista, escindido de la JJCC, Bautista van Schouwen y Miguel Enríquez, quienes participaban del núcleo «Espartáco» de la Juventud Socialista, junto con otros militantes socialistas que estaban a favor de la insurrección armada.

#### Partido Comunista Revolucionario (PCR)
En la VRM se generaron los primeros debates, debido a la marcada dirección pro-china que tenía la dirección. Debido a las diferencias entre el diverso grupo que formaba la VRM, llamándola "sectaria" y "estalinista", forman la Vanguardia Revolucionaria Marxista-Rebelde, liderada por Van Schouwen y Enríquez, que posteriormente daría paso al Movimiento de Izquierda Revolucionaria (MIR).
Miembros del Grupo Espartaco, un movimiento de carácter maoísta fundado en 1963 por antiguos militantes del PCCh, dirigidos por Jaime Barros Pérez Cotapos y miembros antirrevisionistas de la VRM original en 1966 formarían el Partido Comunista Revolucionario (PCR), de carácter maoísta. Frente a la excesiva clandestinidad del Partido, surgen críticas de los dirigentes de masas los que califican esta política como infantil y sectaria por parte de la dirección. Para las elecciones de 1970 el PCR llama a la abstención, rechazando el electoralismo, criticando al candidato de la Unidad Popular, Salvador Allende. En 1972 se realizan las elecciones de la Central Única de Trabajadores de Chile, en las que el PCR presenta una lista compuesta por sus dirigentes sindicales, obteniendo menos del 1% de los votos (alrededor de 6000 preferencias). Durante la dictadura militar el PCR sufre grandes divisiones hasta su desaparición.

#### Movimiento «Acción Proletaria»
Entre antiguos militantes del PCR nace la necesidad de construir un partido antirrevisionista en Chile. Tras un año de formación, el movimiento político Acción Proletaria toma su forma definitiva y es fundado el 8 de noviembre de 1979 y lanza el primer número de su revista mensual, llamado también Acción Proletaria, en plena clandestinidad.

### Partido Comunista Chileno (Acción Proletaria)

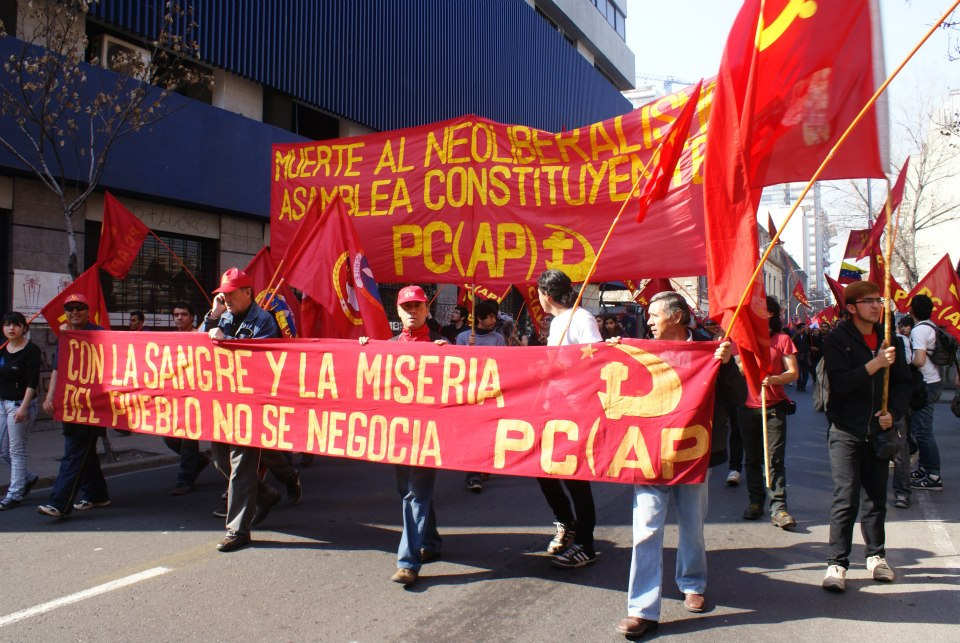
Bloque del PC(AP) en una manifestación celebrada en Santiago de Chile en septiembre de 2012.

En abril de 1983, tras una declaración oficial del Comité Central de Acción Proletaria, dada en la revista mensual del mismo nombre, el movimiento declara que «Acción Proletaria es hoy de hecho el Partido Comunista Chileno», tomando oficialmente el nombre de Partido Comunista Chileno (Acción Proletaria) y dando por superada la «fase de construcción del Partido de la clase obrera» tras considerar que el movimiento ya es un partido político como tal.
En 1984, el partido forma junto a la Liga Comunista de Chile, el Partido Socialista (CNR), el MAPU-Partido de los Trabajadores, el Partido Socialista (Vanguardia) y Resistencia Revolucionaria (R2) la Coordinadora de Organizaciones Revolucionarias (COR), con el fin de «hacer avanzar la causa de la revolución y el socialismo». El COR desparece definitivamente en 1987 tras verse dificultado en realizar las tareas de organización de la coordinadora, tras el estallido de represión por el intento de asesinato a Augusto Pinochet por parte del Frente Patriótico Manuel Rodríguez (FPMR) en 1986. El COR se intenta reformar en 1988, pero el PC(AP) no participa de la nueva coordinadora.

En 1991 el PC(AP) se integra el Movimiento de Izquierda Democrática Allendista. En el año 2002 participa en la agrupación política Unidos Venceremos, posteriormente en 2003 el PC(AP) pasa a ser un miembro fundador del pacto Juntos Podemos Más, conformado por el Partido Comunista de Chile, el Partido Humanista y diversos movimientos sociales. Llevó candidatos independientes por el mismo pacto en 2004 para las elecciones municipales y en 2005 para las elecciones parlamentarias, dado su carácter de partido alegal. Eduardo Artés, su primer secretario, logró obtener 50.000 votos en las elecciones por senador de Santiago Oriente, sin lograr ser electo. En el año 2006 se produce un conflicto de la mayoría de organizaciones miembros del pacto (entre ellos el PC(AP)) con el Partido Comunista de Chile, quien llamó a votar por la candidata socialista Michelle Bachelet en la segunda vuelta de las elecciones presidenciales de 2005-2006, transgrediendo una de las bases del pacto, el cual prohibía aliarse con sectores de la Alianza por Chile o la Concertación.[cita requerida]

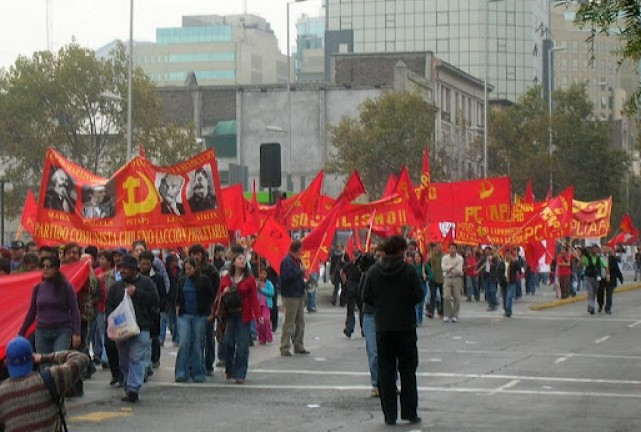
Bloque del PC(AP) para una marcha por el 1 de mayo de 2007 en Santiago de Chile.

El PC(AP) levanta la precandidatura presidencial de Eduardo Artés y finalmente abandona Juntos Podemos en 2008. En 2009 el PC(AP) intentó levantar la candidatura a la presidencia de Artés a través de una lista independiente, sin embargo, dicho intento se vio frustrado, según se expresa en la web del propio PC(AP), por las siguientes razones: la necesidad de recaudar alrededor de 40.000.000 de pesos para la inscripción de un candidato independiente les resultó imposible; la exigencia de hacer firmar a todos los adherentes (una cantidad de más de 35.000 firmantes) ante notario resultó también inasumible.[cita requerida]
En agosto de 2009 el PC(AP) levantó una campaña a favor de lo que han llamado «Voto Nulo con Contenido: Asamblea Constituyente, Nueva Constitución con protagonismo popular», buscan la unidad más amplia de todos los sectores democráticos y revolucionarios de Chile. 

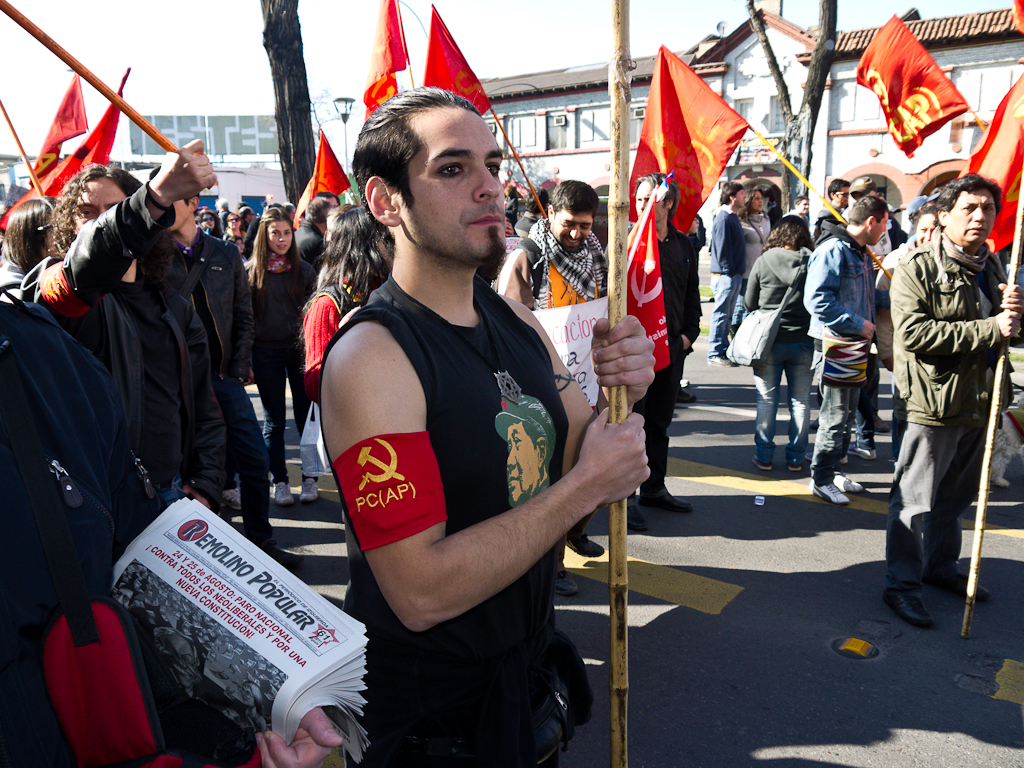
Militante del PC(AP) en una manifestación.

El PC(AP) hizo un llamado a abstenerse en las elecciones municipales de Chile de 2012, continuando el llamado a exigir una «asamblea constituyente autoconvocada».[cita requerida]

### Integración en la Unión Patriótica
El partido, junto a otros movimientos, constituyó el partido Unión Patriótica (UPA), fundado el 14 de septiembre de 2015, según consta en la escritura pública publicada el 2 de octubre de 2015 en el Diario Oficial de la República de Chile para establecer su constitución. El secretario general del PC(AP) Eduardo Artés asumió como presidente de la UPA. En el partido se aglutinan dirigentes sindicales y mapuches. así como diversos movimientos políticos.
El partido participó en las elecciones municipales de 2016, y en 2017 inscribió como su candidato presidencial a Artés, quien quedó penúltimo en el balotaje de primera vuelta.

## Filosofía política

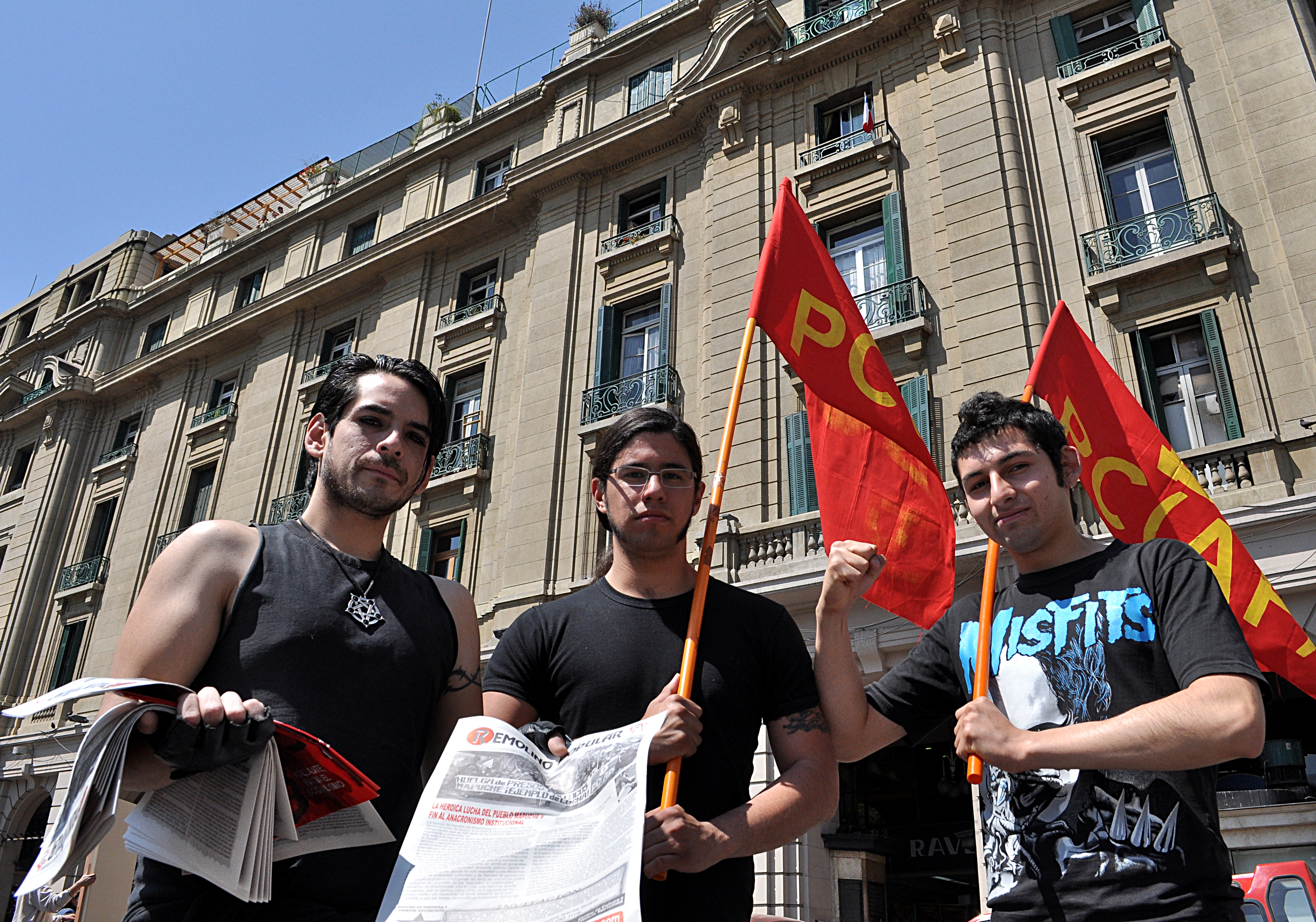
Militantes del PC(AP) en Plaza de Armas.

El PC(AP), según sus estatutos, se suscribe estrictamente a la teoría marxista-leninista, reivindicando las obras de Marx, Engels, Lenin y Stalin, estando en contra de la revisión de las bases del marxismo-leninismo (antirrevisionismo). Esto significa que se declara a favor de las luchas populares de los trabajadores, en pos de la "revolución patriotica y popular" hacia el socialismo y el comunismo como fase final; que debe ser alcanzado por todas las formas de lucha al alcance de la clase trabajadora y los pueblos explotados, desde las más simples como lo son las luchas por reformas inmediatas, entendidas como medio para la organización y concientización revolucionaria de masas, hasta las más complejas y superiores como lo son la insurrección popular armada. Se organiza según el centralismo democrático, con el fin de alcanzar dichos objetivos, y se pretende convertir en el destacamento de vanguardia de la clase obrera chilena, rechazando toda posición revisionista y trotskista.

### Causapalestinayantiimperialismo
Desde su creación, el partido ha mantenido posturas antisionistas y propalestinas, reivindicando la liberación del pueblo palestino y el fin del estado de Israel, al que consideran ilegítimo por su carácter colonial y ocupacionista. En esta línea, ha expresado respaldo a la resistencia armada palestina y a actores regionales enfrentados a Israel, como Hezbolá, Irán, y Hamás, grupo que encabezó la ofensiva del 7 de octubre de 2023, la cual fue respaldada públicamente por el partido como una acción legítima de lucha.
El partido también ha solidarizado con el Dombass, la República de Crimea, durante las protestas prorrusas en Ucrania de 2014 y ha apoyado la invasión rusa de Ucrania de 2022, justificándola como una "desnazificación", en referencia a la presencia de milicias ultranacionalistas y de extrema derecha integradas en las fuerzas armadas ucranianas, como el Batallón Azov.

### Estalinismo y cultos a la personalidad
El Partido Comunista Chileno (Acción Proletaria), PC(AP), se define ideológicamente como una organización marxista-leninista y revolucionaria. En su discurso político ha reivindicado la figura y el legado de líderes históricamente controvertidos como Iósif Stalin, Mao Zedong, Enver Hoxha y Kim Il-sung, a quienes considera referentes fundamentales de la lucha proletaria y de la construcción del socialismo en el siglo XX.
Esta posición le ha valido frecuentes críticas y la calificación de "estalinista" por parte de sectores políticos y académicos, tanto de izquierda como de derecha. Sin embargo, el partido rechaza dicha etiqueta, argumentando que "el estalinismo no existe" como categoría ideológica real, y que su uso responde a una campaña de desprestigio impulsada desde el revisionismo y el anticomunismo. En consecuencia, el PC(AP) insiste en definirse exclusivamente como marxista-leninista, reivindicando una interpretación ortodoxa de dicha corriente.
Respecto a este tema, Eduardo Artés declara:

Nosotros no somos "estalinistas", más bien somos marxistas-leninistas, pero consideramos que Stalin fue la piedra de tope que separa desde los que verdaderamente lo son o no lo son, entender el marxismo-leninismo sin entender la revolución Bolchevique es hasta utópico.
Eduardo Artés

### Participación electoral
El PC(AP) plantea su participación en elecciones como una herramienta táctica y no como un fin en sí mismo. Según sus propios lineamientos, el objetivo principal de intervenir en procesos electorales es abrir espacios para la difusión de una opinión pública revolucionaria, diferenciada tanto del discurso oficialista como del emitido por los medios de comunicación tradicionales, a los que considera conservadores y funcionales al sistema capitalista.
A través de su presencia electoral, el partido busca fortalecer su estructura organizativa, aumentar su visibilidad política y contribuir al proceso de reunificación de las fuerzas populares con miras a la construcción de un movimiento revolucionario de base amplia.

### Relaciones exteriores
El PC(AP) apoya a los gobiernos de Cuba, Siria, Palestina, Venezuela, Nicaragua, Irán, entre otros, y a las repúblicas populares autoproclamadas de Donetsk y Lugansk. Junto con la Asociación de Amistad con Corea (KFA) son las únicas organizaciones que defienden sin tapujos a Corea del Norte en Chile, además de mantener relaciones con el Partido del Trabajo de Corea.

## Símbolos

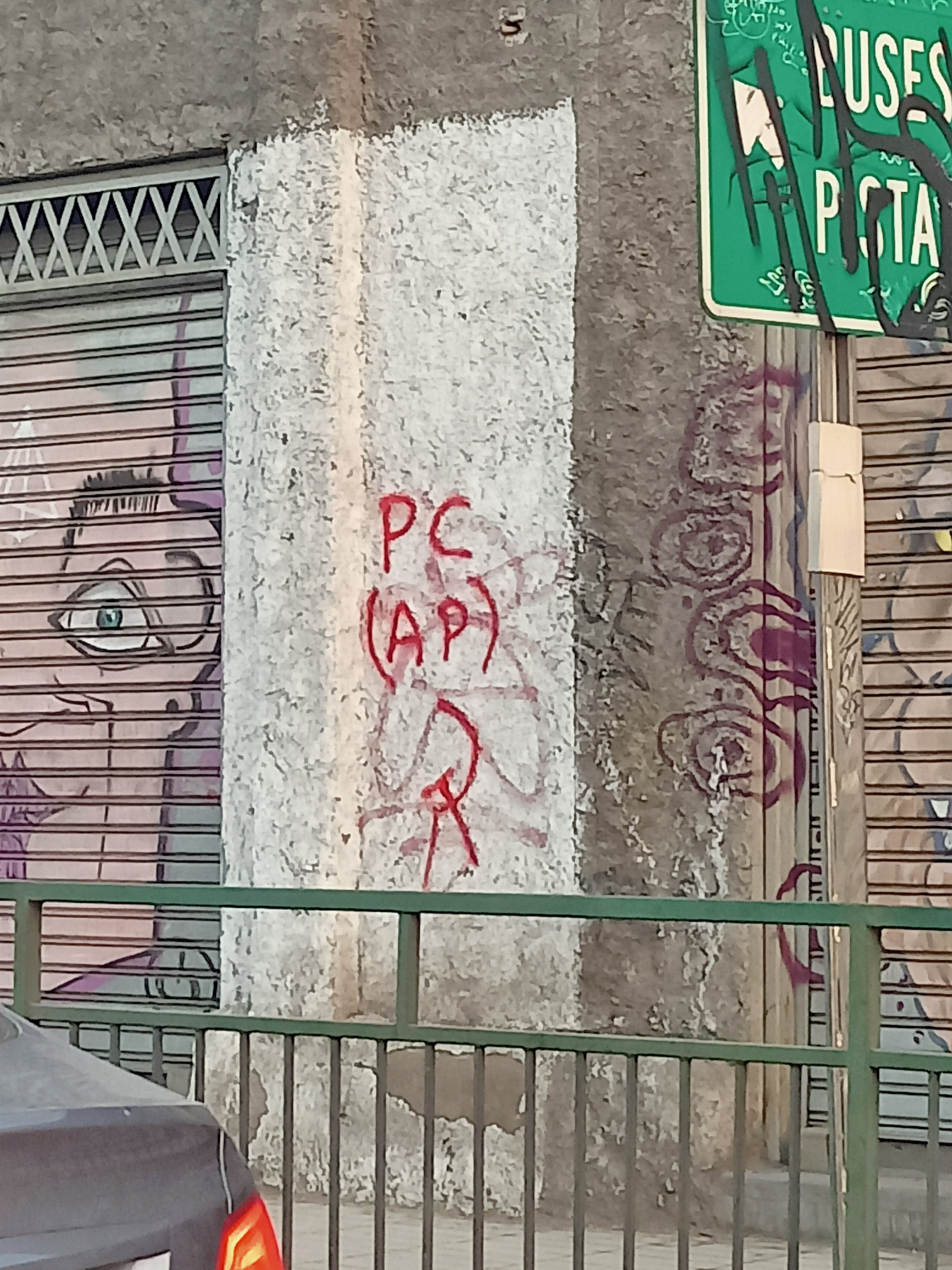
Grafiti con la hoz y martillo del PC(AP) en Santiago de Chile.

El logo del PC(AP) consta de la hoz y el martillo estilizados compuesto con los colores rojo y oro, clásicos dentro de los movimientos comunistas, mostrando similitud con la bandera de la Unión Soviética, junto con las iniciales del Partido. La hoz y el martillo como aparecen estilizados en el logo actual aparecieron por primera vez en la edición n.º 5 de Acción Proletaria, que data de 1980.
Según los estatutos del Partido, su himno oficial es La Internacional, en su versión de la guerra civil española y que sigue siendo el himno de todos los comunistas españoles. La canción "Proletarios" tiene un carácter de facto como un segundo himno y generalmente se entona en los eventos del PC(AP) tras La Internacional. También, un militante es un «camarada», siguiendo la tradición de los bolcheviques durante la Revolución Rusa, a diferencia del más común «compañero».
Su frase característica (eslogan) es "¡A la lucha patriótica y revolucionaria, Partido Comunista (Accion Proletaria)!".

## Medios de comunicación

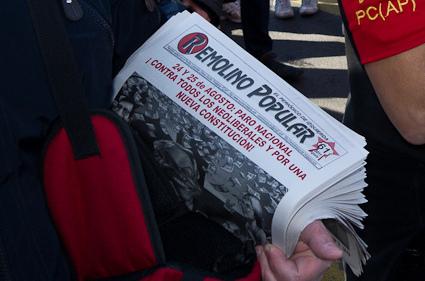
Periódicos de Remolino Popular, 2011.

El partido mantiene un periódico de circulación mensual llamado Remolino Popular. Como órgano del Comité Central del PC(AP) se edita la revista teórica Acción Proletaria, que dio origen al Partido en sí.

## Miembros

### Primer secretario/Secretario general
- Eduardo Artés (Desde 1979)

### Directiva actual
- Secretario general: Eduardo Artés Brichetti.
- Dirigente: Luis Aravena Egaña.[16]
- Dirigente: Gaspar Ortiz Cárdenas.

## Candidatos a la Presidencia de Chile
- 1993: Eugenio Pizarro Poblete (IND-MIDA)
- 2005: Tomás Hirsch (PH)
- 2017: Eduardo Artés Brichetti (UPA)[17]
- 2021: Eduardo Artés Brichetti (UPA)
- 2025: Eduardo Artés Brichetti (Independiente)[18]

## Resultados electorales

### Elecciones parlamentarias
|  | 0,11 % |

|  | 1,01 % |

### Elecciones municipales
| Elección | Votos  | % de votos      | Concejales |
| -------- | ------ | --------------- | ---------- |
| 2004     | 1481   | \| \| 0,02 % \| | 0/1243     |
|          | 0,02 % |                 |            |

## Eslóganes de campaña
| Año                | Eslogan                  |
| ------------------ | ------------------------ |
| Municipales '04    |                          |
| Parlamentarias '05 | Vota libre, vota C       |
| Municipales '16    | Justicia y Transparencia |
| Parlamentarias '17 | A Refundar Chile         |
| Presidenciales '17 | A Refundar Chile         |